# Griffin (Automarke)
Griffin war eine britische Automarke.

## Markengeschichte
Jim Finch gründete 1975 das Unternehmen Group Design (nach einer anderen Quelle Griffin Design) in Poole in der Grafschaft Dorset. Er begann mit der Produktion von Automobilen und Kits. Der Markenname lautete zunächst GD-XM. 1976 oder 1977 änderte sich der Markenname auf Griffin. 1979 übernahm Nomad Sales aus Burnham-on-Crouch in Essex oder aus Crowthorne in Berkshire die Produktion, und 1983 Balena Cars aus Swanage in Dorset. 1985 endete die Produktion. Insgesamt entstanden etwa 20 Exemplare.
Interplan aus Diez vertrieb das Fahrzeug in Deutschland.

## Fahrzeuge
Jim Clark war der Designer. Für die offene Karosserie war ein Hardtop erhältlich. Zunächst basierten die Fahrzeuge auf dem Fahrgestell des Morris Minor in der Lieferwagen-Version. Der Vierzylindermotor war vorne im Fahrzeug montiert und trieb die Hinterachse an. Alternativ standen auch der Vierzylindermotor vom MG Midget und ein V8-Motor von Rover zur Verfügung.
Ab 1977 oder 1978 stand zusätzlich eine etwas längere Version im Angebot, die auf dem Fahrgestell vom VW Käfer basierte.